# Terry Pawson
Terry Pawson (* 1957 in Newcastle upon Tyne, Großbritannien) ist ein britischer Architekt.

## Leben und Wirken
Terry Pawson betreibt in London ein Architekturbüro. Er entwarf zahlreiche öffentliche und Kulturbauten in mehreren Ländern, darunter das Musiktheater Linz, wodurch er auch im deutschsprachigen Raum Bekanntheit erlangte.

## Bauten (Auswahl)

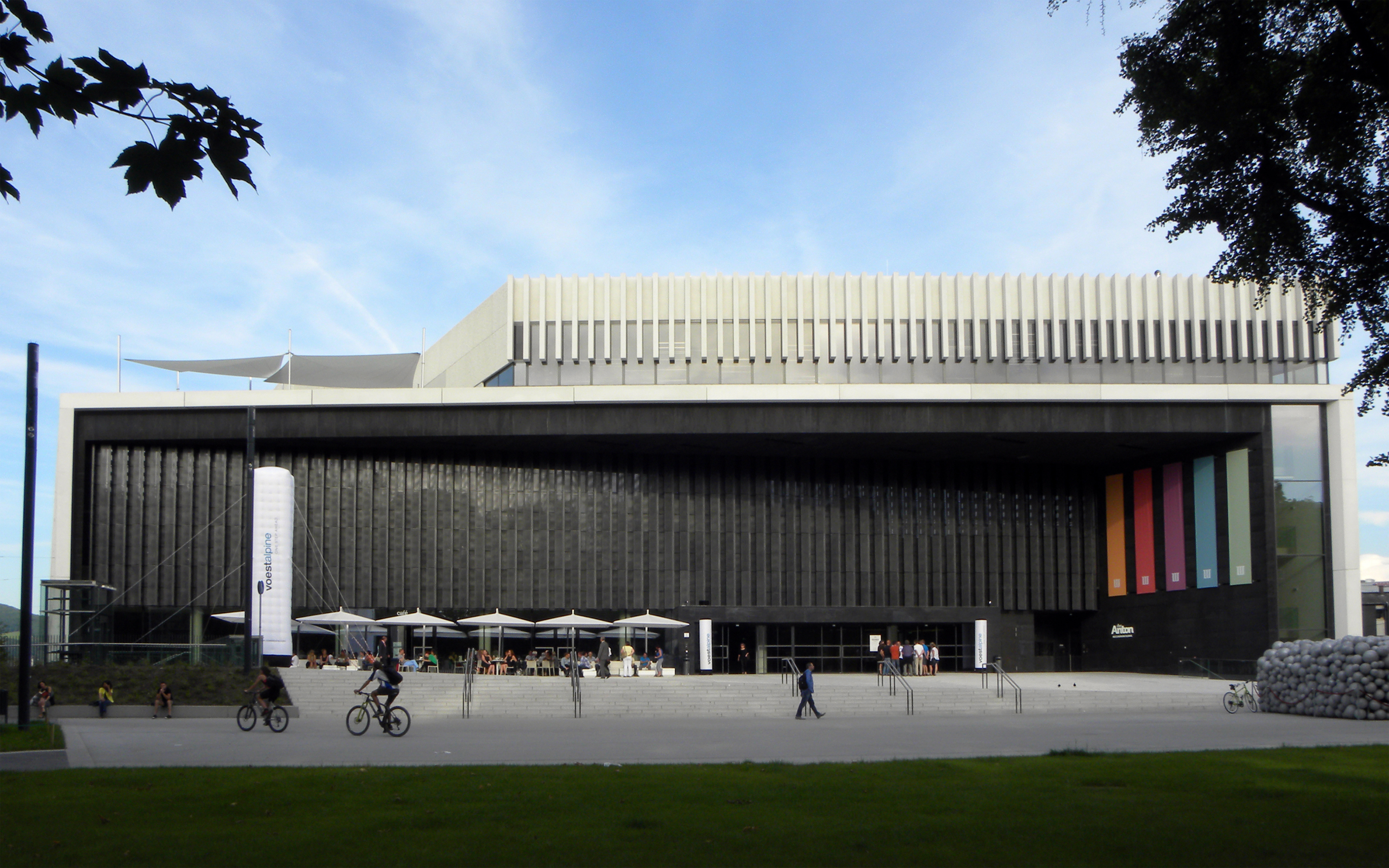
Musiktheater, Linz

- 2009–2013 Musiktheater Linz, Österreich
- Visual Centre for Contemporary Art at the George Bernard Shaw Theatre, Carlow, Irland
- Cheltenham Art Gallery & Museum, Cheltenham, Großbritannien
- Konzerthaus und Bibliothek Luleå, Norwegen
- Konzerthaus Málaga, Spanien
- St. Mary’s Church Hall, Wimbledon, Großbritannien
- Great Wallsted School, West Sussex, Großbritannien